# Afromochtherus astiptus
Afromochtherus astiptus är en tvåvingeart som beskrevs av Jason Gilbert Hayden Londt 2002. Afromochtherus astiptus ingår i släktet Afromochtherus och familjen rovflugor.
Artens utbredningsområde är Namibia. Inga underarter finns listade i Catalogue of Life.